# Stružnica, Kostel
Stružnica je naselje v Občini Kostel.